# گوان شیائوتنگ
گوان شیائوتنگ (متولد ۱۷ سپتامبر ۱۹۹۷) بازیگر و خواننده چینی‌تبار مانچویی است. او اولین بار در سن چهار سالگی در فیلم نوان بازی کرد. فوربس چین گوان را در فهرست آسیای ۲۰۱۷ خود قرار داد که شامل ۳۰ فرد با نفوذ زیر ۳۰ سال است که تأثیر قابل توجهی در زمینه‌های خود داشته‌اند.
گوان که در چین به عنوان «دختر ملت» شناخته می‌شود، به عنوان یکی از " چهار دان بازیگران نسل بعد از 90" و به عنوان یکی از "بازیگران زن جدید چهار دان در نظر گرفته می‌شود.